# Odontobatrachus ziama
Odontobatrachus ziama es una especie de anfibio anuro de la familia Odontobatrachidae.

## Distribución geográfica
Esta especie es endémica de Guinea. Se encuentra entre los 500 y 1300 m sobre el nivel del mar al norte del Monte Nimba.

## Descripción
Los machos miden de 43.0 a 50.3 mm y las hembras de 44.3 a 60.3 mm.

## Etimología
El nombre de su especie le fue dado en referencia al lugar de su descubrimiento, el bosque Ziama.

## Publicación original
- Barej, Schmitz, Penner, Doumbia, Sandberger-Loua, Hirschfeld, Brede, Emmrich, Kouamé, Hillers, Gonwouo, Nopper, Adeba, Bangoura, Gage, Anderson & Rödel, 2015 : Life in the spray zone – overlooked diversity in West African torrent-frogs (Anura, Odontobatrachidae, Odontobatrachus). Zoosystematics and Evolution, vol. 91, n.º 2, p. 115–149[3]